# Catalina Suárez Marcayda
Catalina Suárez de Marcayda, mal llamada Catalina Juárez (c. 1498, Colación de Santa María Magdalena, Sevilla - Coyoacán, 1 de noviembre de 1522), fue una mujer española casada con Hernán Cortés , quien fue imputado de haberla asesinado, siendo esta una de las causas de los juicios de residencia que lo inculparon hacia el final de su vida.

## Biografía
El sitio y fecha de nacimiento de Catalina Suárez se desconoce, pero se tiene registro de su arribo a Santo Domingo con su madre, María Ana de Marcayda, y sus hermanos Juan de Marcayda o Núñez, nacido c. 1487, Constanza Suárez, nacida c. 1490, Leonor Núñez o Suárez de Marcayda, nacida c. 1493, Diego, nacido c. 1499, María de las Mercedes y Cristóbal, nacido c. 1501. En 1511 la familia se trasladó a Cuba, donde su padre, Diego Suárez Pacheco o Xuárez Pacheco tenía una vasta encomienda. Ahí conoció Cortés a Juan Suárez de Peralta "el Viejo" por el que conocería a su hermana Catalina.
Catalina llegó a Cuba al servicio de María de Cuéllar, esposa de Diego Velázquez de Cuéllar. Al fallecer María, Catalina se quedó en casa de su hermano Juan, con quien Hernán Cortés compartía una pequeña encomienda.
Cortés comenzó a Cortejar a Catalina y le prometió matrimonio, pero luego se arrepintió. Ella le exigió el cumplimiento de la palabra dada.
Diego Velázquez, a su vez, era el pretendiente de una de las hermanas, aunque no tenía intención de casarse con ella. Catalina le pidió a su hermana que interviniese ante Velázquez y este, para complacer a su enamorada, exigió a Cortés que cumpliese la palabra dada y se casase con ella.
En este momento Cortés fue apresado por Velázquez. Según una versión, las quejas contra el gobierno de Velázquez fueron en aumento y los agraviados decidieron hacer llegar a la Audiencia una serie de memoriales denunciando sus manejos. Cortés se habría ofrecido a llevar estos memoriales a La Española. Hay quien dice que fue apresado por este motivo. Otra versión dice que fue hecho prisionero por negarse al casamiento con Catalina. Finalmente, Cortés fue liberado y se casó con ella en 1512.
Cortés no se fue a vivir con Catalina hasta dos o tres años después, cuando se estableció en una casa en Santiago de Baracoa.
Aunque Catalina era pobre y antigua sirvienta, Bartolomé de las Casas conversó con Cortés en 1515 y este le dijo "que estaba tan contento con ella como si fuera hija de una duquesa".
Tras la Conquista de México y el inicio de la traza de la Ciudad de México, Catalina arribó a la Nueva España en agosto de 1522 con su familia, incluida su abuela. Después de ser alojados en Coatzacoalcos, llegaron por instrucción de Cortés a Coyoacán, a la casa construida recientemente por órdenes del conquistador. En dicha residencia el 1 de noviembre de 1522 ocurrió la muerte de Catalina.
Catalina estuvo con Cortés poco más de tres meses. Unos días antes de fallecer, mientras visitaba la huerta de Juan Garrido, tuvo un desvanecimiento que alarmó a todos los presentes, que llegaron a tomarla por muerta. Sin embargo, se recuperó.

### Muerte

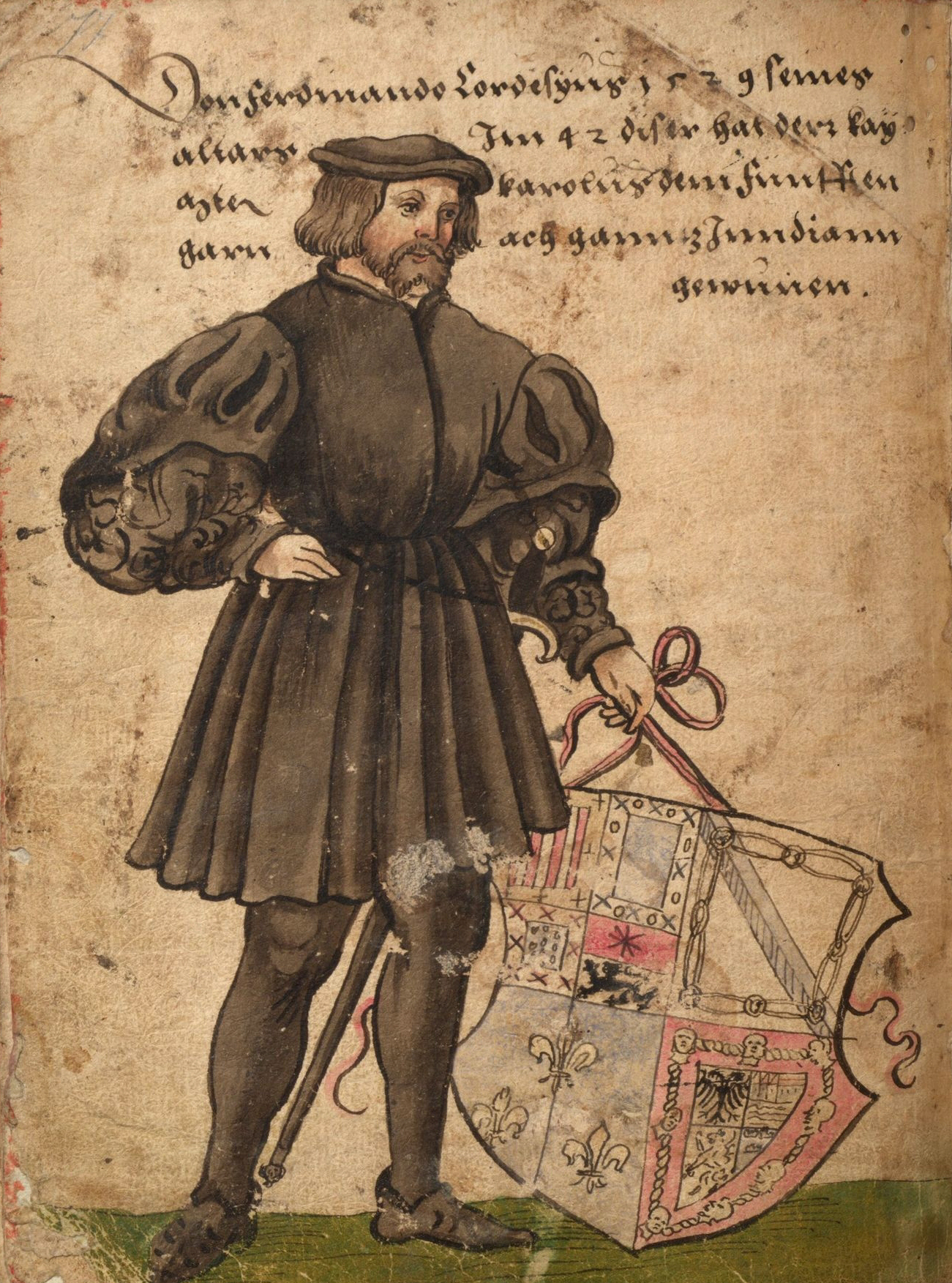
La muerte de Catalina Suárez marcó la vida de su esposo, Hernán Cortés.

La noche del 1 de noviembre hubo una fiesta en casa de Cortés donde Catalina danzó y estuvo muy alegre. Sin embargo, posteriormente, estando en la cama con su esposo, falleció. En ese momento su muerte se atribuyó a asma:

a obra de tres meses que había llegado oímos decir que la hallaron muerta de asma una noche, y que habían tenido un banquete el día antes y en la noche, y muy gran fiesta, y porque yo no sé más de esto que he dicho no tocaremos en esta tecla.
Bernal Díaz del Castillo

Según documentos, fue Isidro Moreno, auxiliar del mayordomo de la casa, Diego Soto, quien atestiguó la condición previa a la muerte de Catalina. En dicha casa había una fiesta, en la cual surgió una agria discusión entre Cortés y Catalina, hecho habitual debido a que la mujer le afeaba continuamente sus pendencias con otras mujeres. Un comentario de Cortés sobre los orígenes humildes de Catalina molestó a ésta, quien prefirió irse a su recámara. Cortés despidió a sus invitados, se fue a su habitación y tres horas más tarde llamó al mozo Soto y a Moreno con gritos y golpes ya que su esposa yacía muerta. Una camarera de Catalina habría narrado su malestar porque Cortés cortejaba a otras mujeres y otra habría atestiguado que cuando entró a la recámara, el cuerpo de la fallecida estaba sobre el brazo de Cortés, la cama estaba orinada, tenía marcas en el cuello y una gargantilla deshecha. Otra testigo, María Hernández, que era amiga de Catalina desde que esta vivía en Cuba, atestiguó que el cadáver tenía los ojos abiertos "e tiesos e salidos de fuera, como persona que estaba ahogada". Otra testigo más, Juana López, declaró en cambio no haber visto señales en el cuello ni la gargantilla rota.
Ante las sospechas de que Cortés había asesinado a Catalina, atribuyéndosele popularmente la intención de suprimirla para desposar a una mujer de más alcurnia, el caso fue incluido en el juicio de residencia al conquistador, ya con la Audiencia presidida por Nuño de Guzmán. La acusación penal fue desechada porque presuntamente causaría desprestigio al imperio español. El hermano de Catalina, Juan, continuaría manteniendo amistad con Cortés durante cuatro años más, participando en la pacificación de varias de sus conquistas, pero el 4 de febrero de 1529, con Cortés ya desalojado del poder, Juan y la madre de Catalina, María Marcayda, le acusaron penalmente por un presunto homicidio por estrangulamiento, y civilmente le reclamaron sobre ganancias derivadas del matrimonio y la devolución de unas joyas. No así lo harían los sobrinos de Catalina, Juan y Luis Suárez de Peralta, que continuarían del lado de su tío político, aunque Luis cambiaría de parecer unas décadas más tarde. El juicio administrativo, que reclamaba parte de la herencia de Cortés alegando que había crecido durante los años de matrimonio entre ambos, se prolongó hasta 1599 cuando los herederos de Cortés perdieron en definitiva el juicio y fueron condenados a pagar 42 mil pesos.